# Bechyně
Bechyněⓘ (niem. Bechin, Beching lub Bechingen) − miasto w Czechach, w kraju południowoczeskim. Według danych z 31 grudnia 2007 powierzchnia miasta wynosiła 2 120 ha, a liczba jego mieszkańców 5 557 osób.
W centrum miasta znajduje się plac T. G. Masaryka z kościołem, klasztorem franciszkańskim i zamkiem. 
W mieście jest stacja kolejowa Bechyně.

## Historia
Pierwsza pisemna wzmianka o Bechyně pochodzi z około 1120 roku z Chronica Boemorum , kiedy to pod datą 993 roku zapisano o zasiedleniu grodu Bechyně. W 1268 roku Bechyně zostało kupione przez króla Przemysła Ottokara II Czeskiego, który postanowił wybudować tu kamienny zamek. W 1323 roku król Jan podniósł osadę targową wokół zamku do rangi miasta, ponownie określił jej granice i zlecił budowę fortyfikacji. 
W 1422 i ponownie w 1428 roku miasto zostało zdobyte i spalone przez husytów. Od 1340 do 1569 roku miasto było na zmianę własnością różnych rodzin arystokratycznych, w tym Sternbergów i Schwambergów. W 1569 roku Bechyně nabył Peter Vok z Rosenbergu, pod którego rządami miasto przeżyło renesansowy rozkwit i przebudowę zamku. W 1596 roku Peter Vok sprzedał Bechyně Adamowi ze Sternbergu. 
Bechyně została zniszczona i splądrowana podczas wojny trzydziestoletniej. Miasto odrodziło się i rozrosło w kierunku północnym. W XVIII wieku rozwinęło się w uzdrowisko.

## Demografia
| Rok             | 1970  | 1980  | 1991  | 2001  | 2003  |
| --------------- | ----- | ----- | ----- | ----- | ----- |
| Liczba ludności | 5 067 | 5 689 | 6 151 | 5 931 | 5 755 |

Źródło: Czeski Urząd Statystyczny